# Hazama Takashi
Takashi Hazama (sinh ngày 23 tháng 7 năm 1972) là một cầu thủ bóng đá người Nhật Bản.

## Sự nghiệp câu lạc bộ
Takashi Hazama đã từng chơi cho Gamba Osaka.